# Монсон Агирре, Эльфего Эрнан
Эльфего Эрнан Монсон Агирре (исп. Elfego Hernán Monzón Aguirre; 1912—1981) — временный президент Гватемалы с 29 июня по 8 июля 1954; второй правитель выдвинутый военной хунтой после свержения президента Хакобо Арбенса. Хунта, в которую кроме Агирре входили полковники Хосэ Круз Салазар и Маурисио Дубya, продержалась у власти не долго, сам же Агирре вскоре примкнул к сторонникам главнокомандующего армии Карлоса Кастильо Армас.